# Alpinia arundelliana
Espèce
Classification phylogénétique
Alpinia  arundelliana  est une espèce de plantes à fleurs du genre Alpinia et de la famille des Zingiberaceae. C'est une plante herbacée vivace originaire du Sud Est du Queensland au Centre Est de la Nouvelle-Galles du Sud en Australie.
Il est similaire à Alpinia caerulea mais avec des grappes florales plus courtes et des feuilles plus étroites.
En 1904, Karl Moritz Schumann, botaniste allemand, en fait la description en latin dans le journal botanique Das Pflanzenreich édité par le botaniste allemand « Adolf Engler ».  Volume IV. 46, Cahier (Heft) 20 de 1904, page 318.
Frederick Manson Bailey, botaniste australien d'origine anglaise, en a fait la première description en 1895 sous le nom de Alpinia caerulea var. arundelliana.

## Synonymes
- Alpinia caerulea var. arundelliana F.M.Bailey, (1895)